# USS O'Brien (DD-415)
USS O'Brien (DD-415) là một tàu khu trục lớp Sims được Hải quân Hoa Kỳ chế tạo ngay trước Chiến tranh Thế giới thứ hai; nó là chiếc tàu chiến thứ ba của Hải quân Hoa Kỳ được đặt tên theo Đại tá Hải quân Jeremiah O'Brien (1744-1818) và năm anh em của ông Gideon, John, William, Dennis và Joseph, vốn đã chiếm chiếc HMS Margaretta năm 1775 trong cuộc Chiến tranh Cách mạng Hoa Kỳ. O'Brien đã hoạt động tại Mặt trận Thái Bình Dương trong Thế Chiến II cho đến khi bị hư hại do trúng ngư lôi từ tàu ngầm Nhật I-19, trong cùng loạt ngư lôi vốn đã đánh đắm tàu sân bay USS Wasp (CV-7) và làm hư hại thiết giáp hạm USS North Carolina (BB-55), vào ngày 15 tháng 9 năm 1942. O'Brien bị đắm ngày 19 tháng 10 năm 1942 ngoài khơi Suva lúc nó đang được kéo về Trân Châu Cảng để sửa chữa.

## Thiết kế và chế tạo
O'Brien được đặt lườn tại Xưởng hải quân Boston ở Boston, Massachusetts vào ngày 31 tháng 5 năm 1938. Nó được hạ thủy vào ngày 20 tháng 10 năm 1939; được đỡ đầu bởi cô Josephine O’Brien Campbell, một hậu duệ sáu đời của Gideon O’Brien; và nhập biên chế cùng Hải quân Mỹ vào ngày 2 tháng 3 năm 1940 dưới quyền chỉ huy của Hạm trưởng, Thiếu tá Hải quân Carl F. Espe. Do nó được đóng trong một ụ nổi cùng với các tàu khu trục Walke, Lansdale và Madison, buổi lễ đặt tên và nhập biên chế của chúng được tổ chức kết hợp.

## Lịch sử hoạt động

### Trước chiến tranh
Trong những năm 1940-1941, O'Brien hoạt động dọc theo vùng bờ Đông Hoa Kỳ, trước khi vào ụ tàu để đại tu  và sửa chữa vào mùa Thu năm 1941.

### Thế Chiến II
O'Brien rời Norfolk, Virginia vào ngày 15 tháng 1 năm 1942 cùng với Idaho và Mustin để đi sang Thái Bình Dương. Băng qua kênh đào Panama vào ngày 20 tháng 1, họ đi đến San Francisco, California vào ngày 31 tháng 1. Chiếc tàu khu trục sau đó di chuyển cùng một đoàn tàu đi sang khu vực Tây Thái Bình Dương vào ngày 4 tháng 2, nhưng nó buộc phải quay trở lại sau khi mắc tai nạn va chạm với  tàu khu trục Case, làm hư hại mạn trái. Sau khi được sửa chữa tại Xưởng hải quân Mare Island, nó lại lên đường vào ngày 20 tháng 2 hướng đến Trân Châu Cảng. Tại đây, Tư lệnh Đội khu trục 4 chuyển cờ hiệu của mình sang O’Brien vào ngày 5 tháng 3 năm 1942.
Sau khi hoạt động ngoài khơi Trân Châu Cảng và tuần tra tại vùng biển Hawaii, O'Brien đi đến đảo Midway vào cuối tháng 3 cùng chiếc tàu tiếp liệu thủy phi cơ Curtiss để giúp di tản thường dân khỏi nơi đây; hai con tàu quay trở về Trân Châu Cảng vào ngày 3 tháng 4. Sau khi được nâng cấp và tăng cường hỏa lực phòng không, nó đón lên tàu hành khách để chuyển đến căn cứ không lực hải quân ở đảo san hô Palmyra, rồi khởi hành vào ngày 18 tháng 4 cùng các tàu khu trục Flusser và Mugford. Sau đó nó tham gia các đoàn tàu vận tải đi từ San Diego và San Francisco để hộ tống chúng đi đến Samoa, đi đến Pago Pago vào ngày 28 tháng 4.
O'Brien ở lại Pago Pago cho các hoạt động tuần tra và hộ tống tại chỗ. Vào ngày 26 tháng 5, nó hỗ trợ cho việc chiếm đóng đảo Wallis vốn được Lực lượng Pháp Tự do chiếm trước đó, rồi gia nhập cùng Procyon vào ngày 19 tháng 6 cho chuyến quay trở về Trân Châu Cảng. Nó hoạt động từ Trân Châu Cảng trong vai trò hộ tống vận tải, tuần tra và canh phòng máy bay, cho đến khi khởi hành cùng Lực lượng Đặc nhiệm 17 vào ngày 17 tháng 8 để tăng cường cho lực lượng tại Nam Thái Bình Dương, hộ tống cho tàu chở dầu Guadalupe.
Đang khi hộ tống một đoàn tàu chuyển quân đi Guadalcanal, các lực lượng đặc nhiệm kết hợp 17 và 18 bị tàu ngầm Nhật I-19 tấn công vào ngày 15 tháng 9 năm 1942. Tàu sân bay USS Wasp bị đánh chìm, và thiết giáp hạm USS North Carolina cùng với O’Brien bị hư hại bởi một loạt sáu quả ngư lôi phóng từ tàu ngầm này.

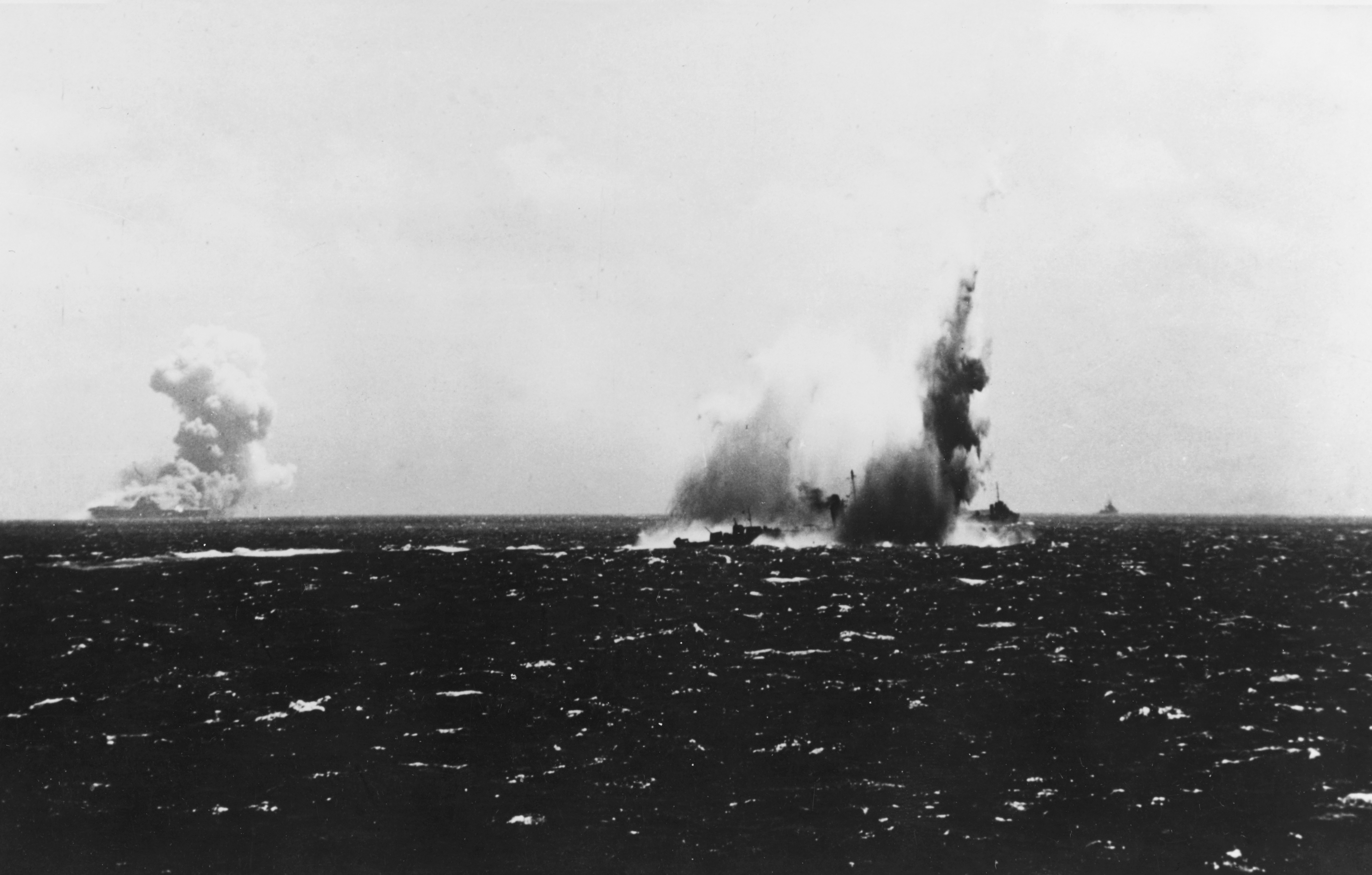
Ngư lôi của I-19 đánh trúng O’Brien. Có thể thấy Wasp đang cháy phía hậu cảnh.

Lúc 14 giờ 52 phút, O’Brien trông thấy khói bốc lên từ tàu sân bay Wasp. Nằm trong thành phần hộ tống chống tàu ngầm cho tàu sân bay Hornet, nó bẻ lái khẩn cấp qua mạ phải. Đến khoảng 14 giờ 54 phút, vẫn đang trong quá trình tăng tốc và rẽ phải, trinh sát viên trên tàu phát hiện một quả ngư lôi đang đến gần phía đuôi mạn trái, cách 1.000 thước Anh (910 m). Quả ngư lôi này trượt qua phía đuôi O'Brien, nhưng trong khi thủy thủ đoàn tập trung chú ý vào nó, một quả khác đánh trúng mũi tàu bên mạn trái. Vụ nổ chỉ gây ra ít hư hại rõ ràng, nhưng gây ra nhiều điểm yếu trên suốt cấu trúc lườn tàu của O'Brien. Nó vẫn tiếp tục di chuyển bằng chính động lực của nó, và về đến Espiritu Santo vào ngày 16 tháng 9, nơi thủy thủ của Curtiss thực hiện những sửa chữa tạm thời. Nó lên đường vào ngày 21 tháng 9 để đi Nouméa, New Caledonia, nơi nó được chiếc tàu sửa chữa Argonne tiếp tục sửa chữa. Đến ngày 10 tháng 10, nó lên đường dự định quay trở về vịnh San Francisco.
O’Brien đi đến Suva thuộc quần đảo New Hebrides vào ngày 13 tháng 10, rồi lại ra khơi vào ngày 16 tháng 10. Tốc độ rò rỉ nước biển vào bên trong chiếc tàu khu trục ngày càng gia tăng, và đến ngày 18 tháng 10, nó buộc phải chuyển hướng đến một nơi neo đậu an toàn gần nhất. Một số lượng lớn những vật nặng bên trên được phóng bỏ, và được chuẩn bị để bỏ tàu; tuy nhiên, hạm trưởng của O'Brien cho rằng nó vẫn có thể đi đến được Pago Pago. Tuy nhiên, lúc 06 giờ 00 ngày 19 tháng 10, lườn tàu bất ngờ vỡ ra, hai phần trước và sau của con tàu tách ra độc lập. Đến 06 giờ 30 phút, mọi người ngoại trừ một nhóm nhỏ thủy thủ đoàn được lệnh bỏ tàu; nữa giờ sau nó bị bỏ hoàn toàn. Ngay trước 08 giờ 00, nó đắm hoàn toàn ở tọa độ 13°30′N 171°18′T / 13,5°N 171,3°T, sau khi di chuyển gần 3.000 hải lý (5.600 km) kể từ khi trúng ngư lôi. Mọi thành viên thủy thủ đoàn đều được cứu sống.

## Phần thưởng
O'Brien được tặng thưởng một Ngôi sao Chiến trận do thành tích phục vụ trong Thế Chiến II.